# 280 î.Hr.

## Nașteri
- dată necunoscută: Livius Andronicus  (d. 200 î.Hr.)
- dată necunoscută: Filon din Bizanț  (d. 220 î.Hr.)
- dată necunoscută: Conon din Samos astronom și matematician din Grecia antică (d. 220 î.Hr.)

## Decese
- dată necunoscută: Herophilos  (n. 335 î.Hr.)
- dată necunoscută: Lycophron  (n. 320 î.Hr.)